# Sankt-Ols-Kirche

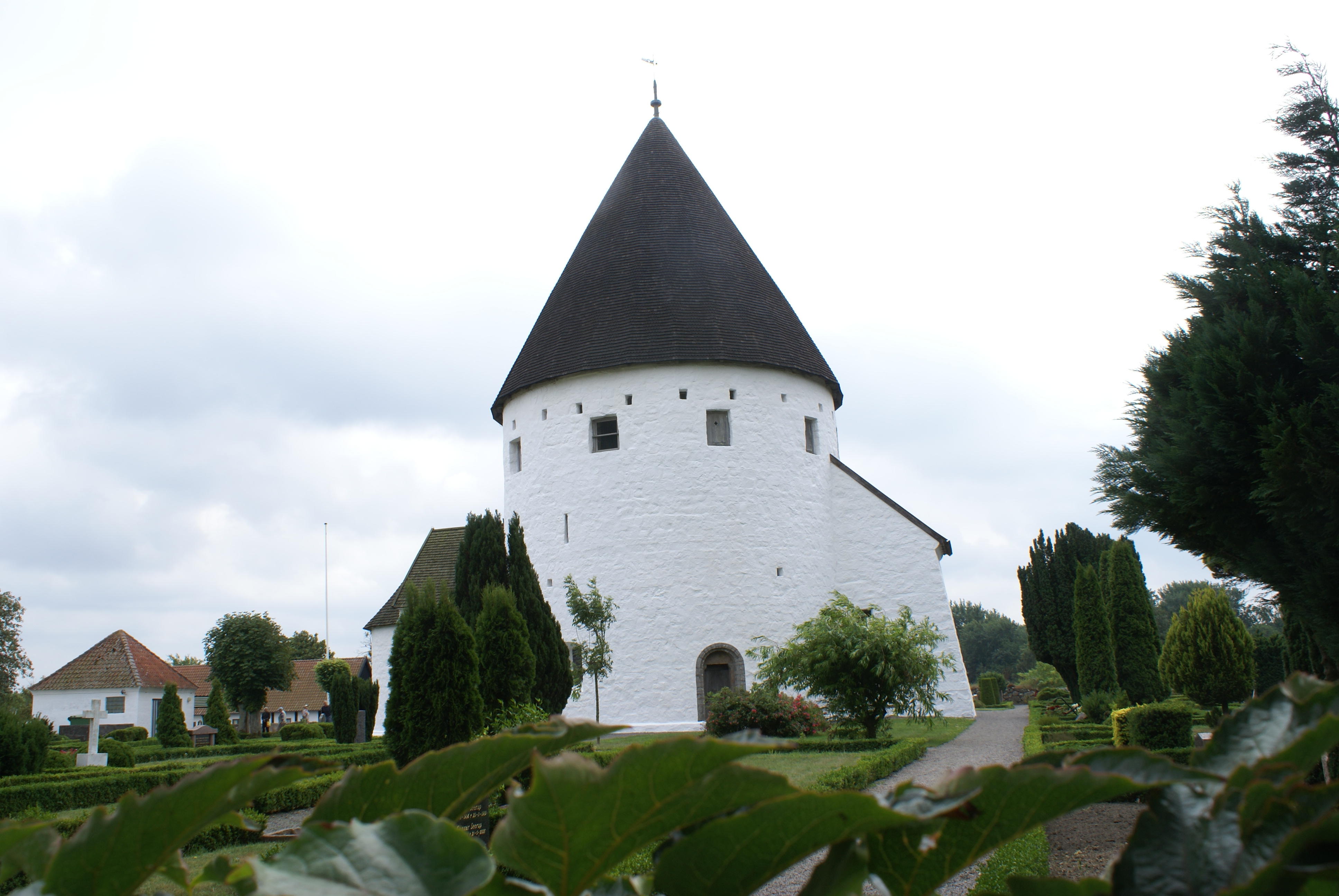
Sankt-Ols-Kirche

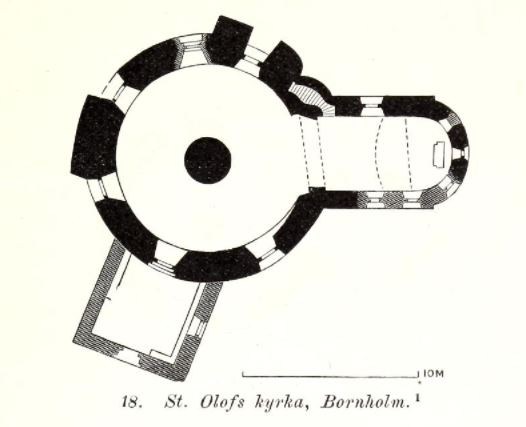
Grundplan Sankt-Ols-Kirche

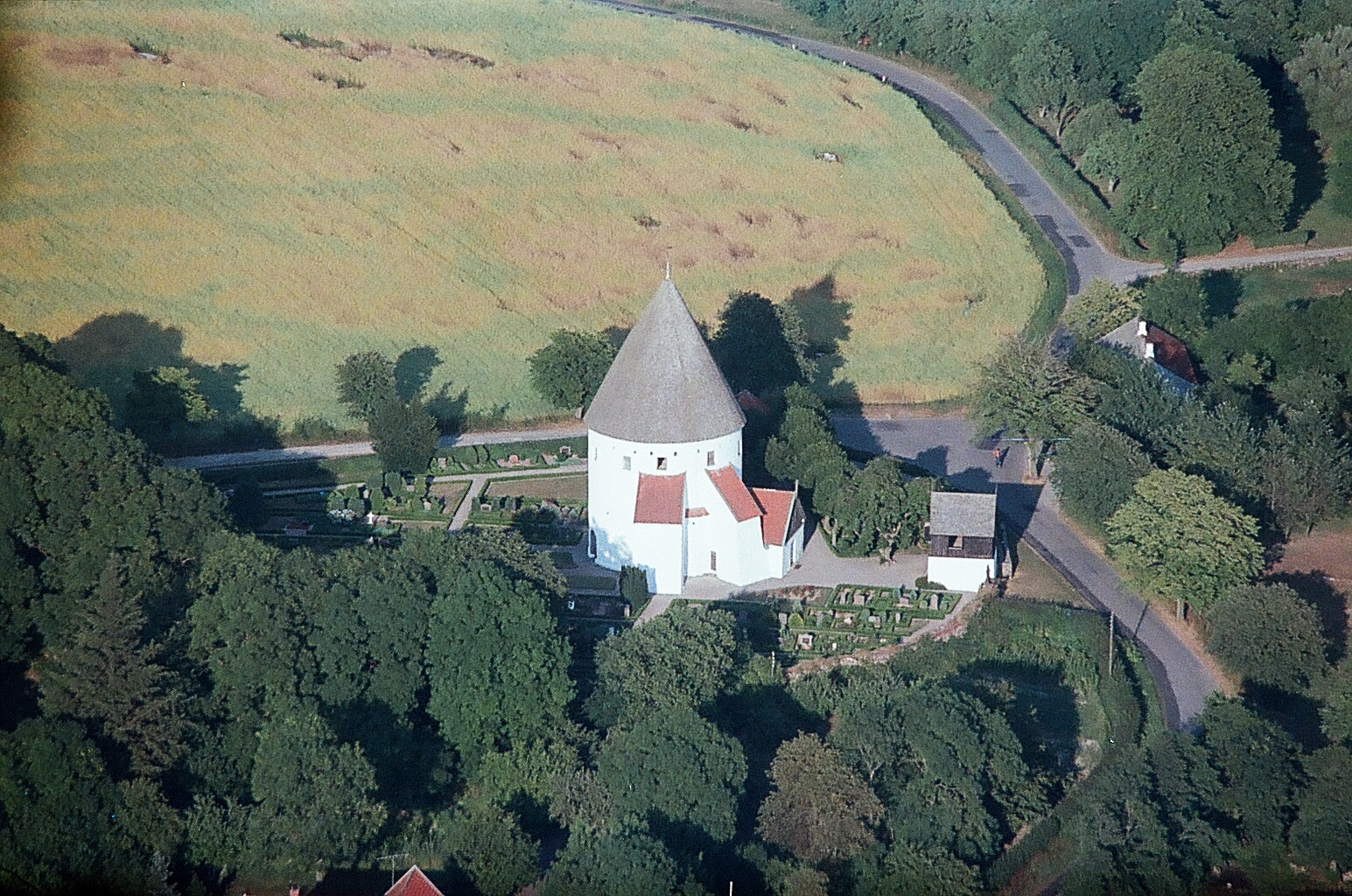
Luftbild der Sankt-Ols-Kirche, 1982

Die Sankt-Ols-Kirche (dänisch Sankt Ols Kirke) befindet sich in  Olsker und ist eine von vier Rundkirchen auf der dänischen Insel Bornholm. Ihren Namen erhielt die Kirche nach dem heiliggesprochenen norwegischen König Olav II. Haraldsson.

## Geschichte und Architektur
Die Kirche stammt aus dem 12. Jahrhundert, eine genaue Datierung ist nicht bekannt. Sie befindet sich auf dem höchsten Punkt der Umgebung, der einen guten Überblick über die Nordküste der Insel bietet, und wurde als Wehrkirche konzipiert, die der Bevölkerung bei Überfällen von Seeräubern als Schutz- und Verteidigungsort diente. Die Rundkirche hat drei Stockwerke, die von einer festungsartig verstärkten Außenmauer umschlossen sind. Die Außenmauer nimmt zusammen mit dem Mittelpfeiler im Innenraum der Kirche die Decken- und Dachlasten auf. Auf hölzerne Deckenbalken wurde verzichtet, um die Brandgefahr zu mindern.
Der Name Sankt Ols Kirke wird erstmals im Testament des Erzbischofs Niels Johnsen vom 3. Februar 1379 erwähnt. Danach sollte die Kirche einen Silberlöffel erhalten.
Die aufwändige hölzerne Dachkonstruktion für das charakteristische Kegeldach erhielt die Rundkirche erst im späten Mittelalter, sie ist damit 26 m hoch. Die zwei großen Außenstützen wurden 1826 angebaut, da die Kirche abzurutschen drohte. Der Untergrund ist nicht vollständig massiv. 1934 wurden die Grundmauern erneuert.

### Innenraum
Am Mittelpfeiler im Innenraum der Rundkirche sind von den originalen Fresken nur noch wenige erhalten wie die floralen Verzierungen. Die Kanzel stammt aus dem 16. Jahrhundert und ist damit eine der ältesten des Landes. 
An den Rundbau schließt sich im Osten ein Chor mit einer Apsis an, in der sich der Altar befindet, auf dem ein 1950 von dem Bildhauer Gunnar Hansen geschaffenes Relief aus Keramik steht, das die Frauen am Grabe Jesu darstellt.

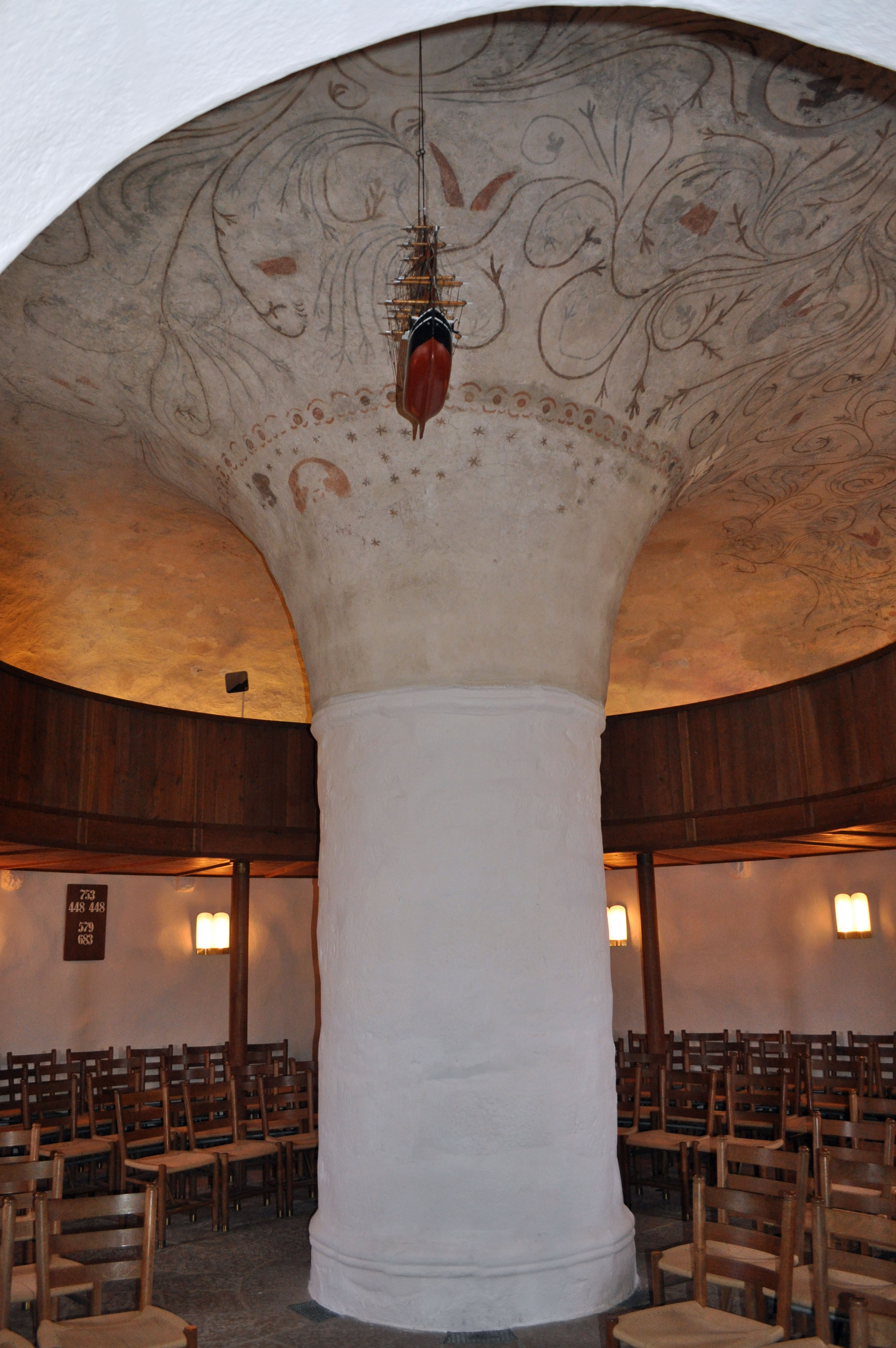
Mittelpfeiler
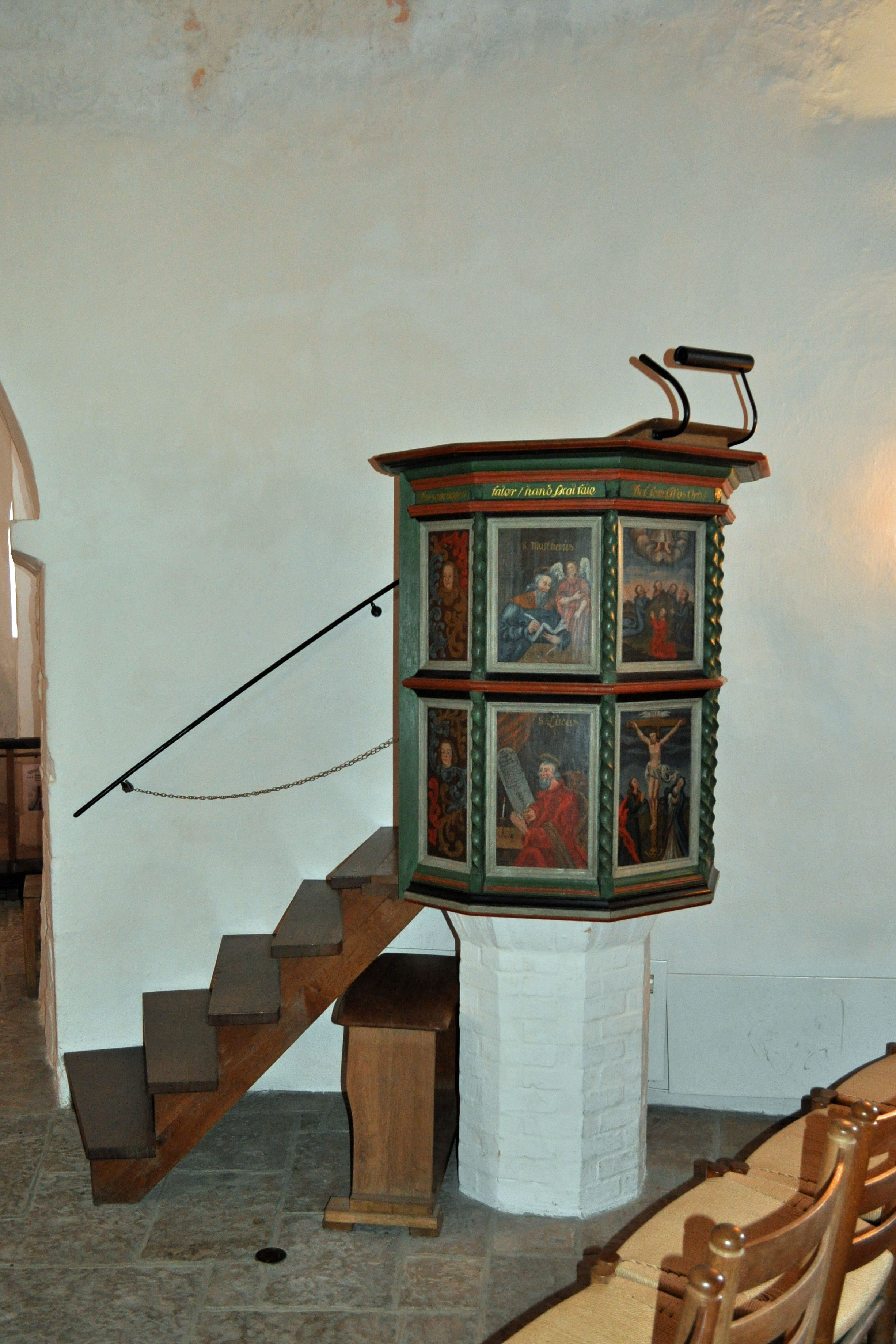
Kanzel
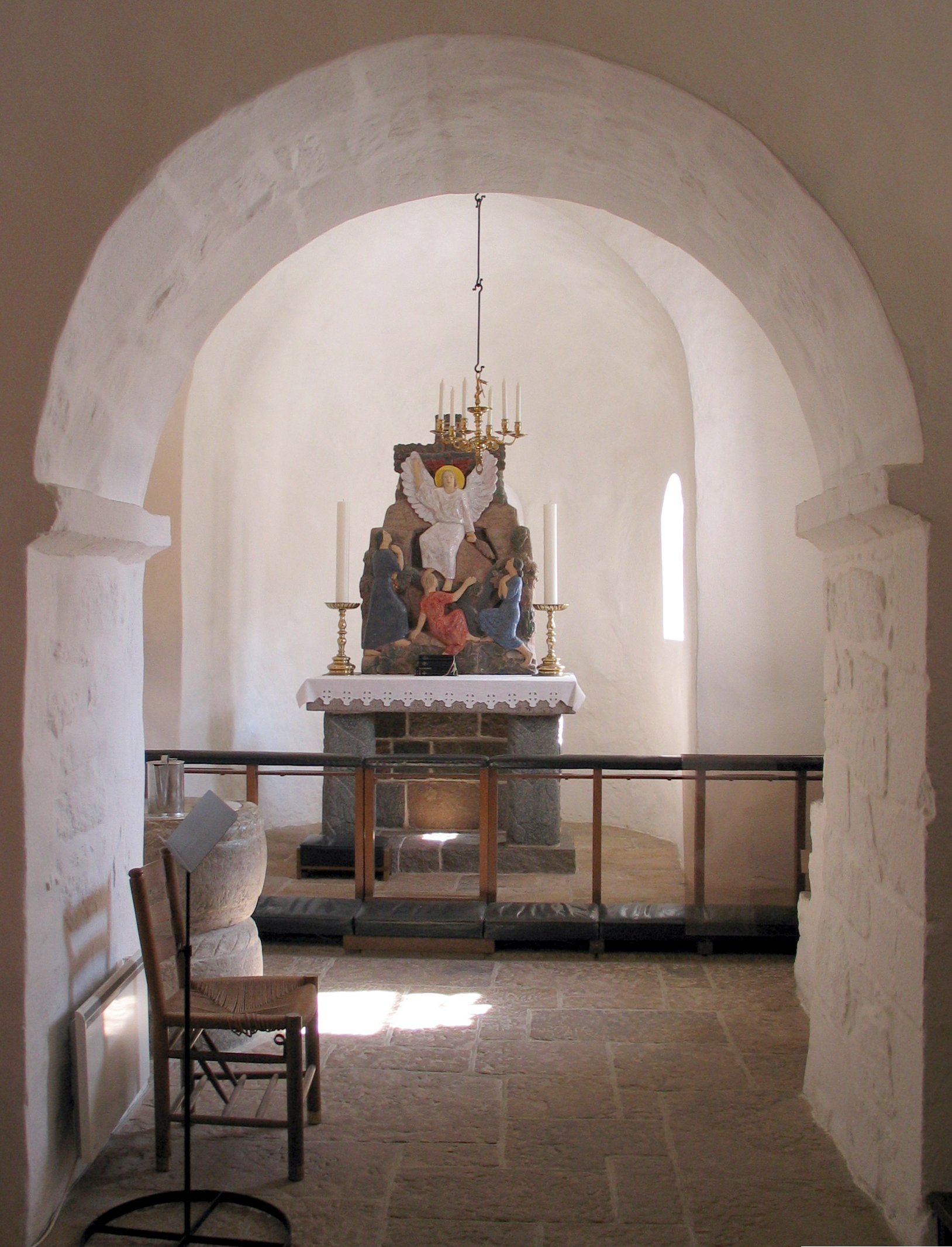
Chor, Altar
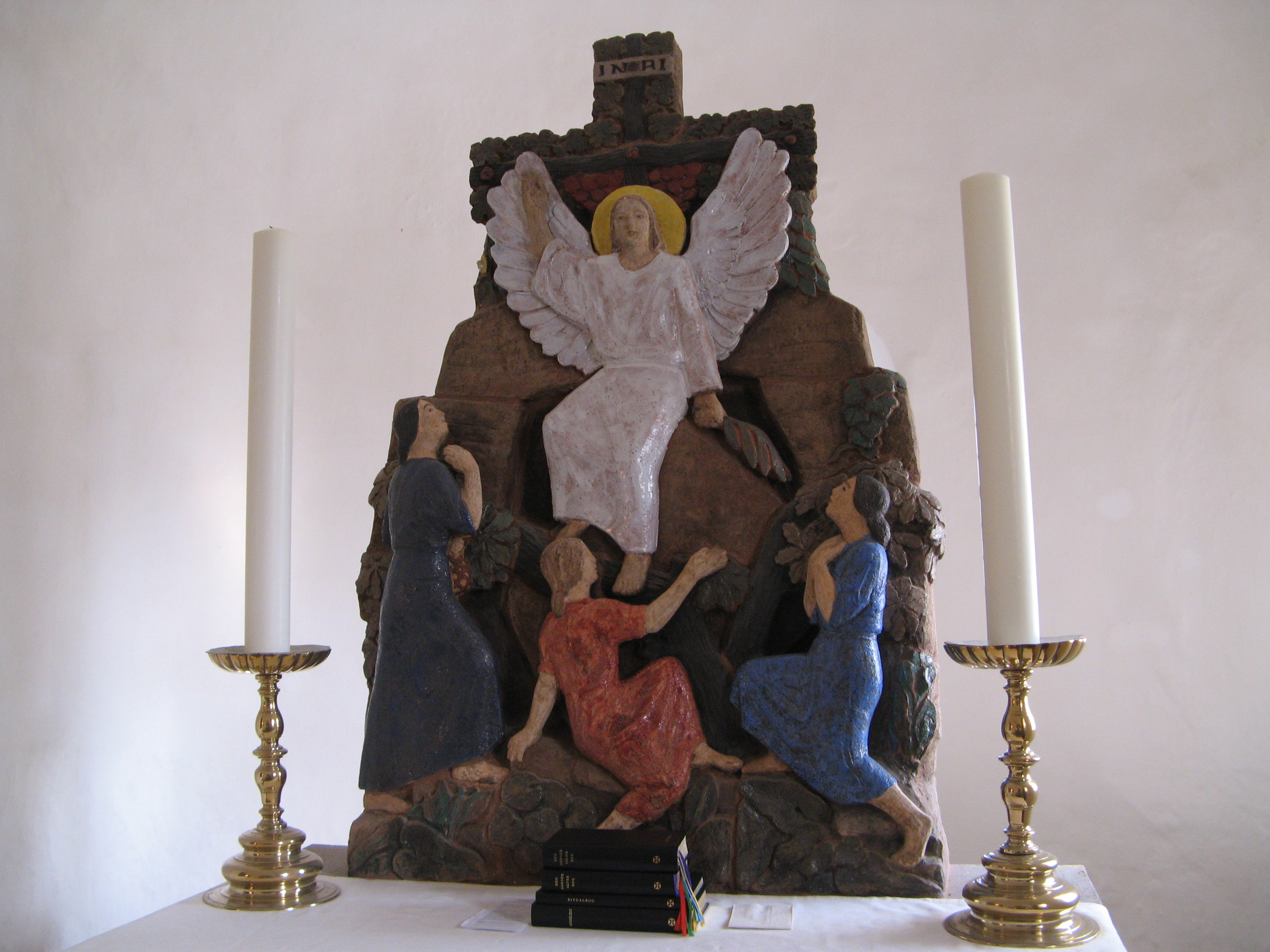
Altarbild

### Obere Stockwerke
Die oberen Stockwerke sind nur durch enge, gut zu verteidigende Aufgänge erreichbar. Der zweite Stock diente als Schutzraum für die Bevölkerung und in Friedenszeiten als Lagerraum für die Bauern. Die dritte Ebene war für die Verteidigung gegen Seeräuber ausgestaltet, die über die Ostsee auf die Insel kamen. Im umlaufenden Mauerwerk befinden sich ein Meter breite Schießscharten, die Mauerkrone war mit Zinnen versehen. Oberhalb der Schießscharten sind umlaufend 22 Löcher vorhanden, in die Auslegerbalken gesteckt wurden, um darauf eine Hängegalerie für eine zusätzliche Verteidigungsebene zu erhalten. Ein Flachdach bildete die Abdeckung des Gebäudes, das ursprünglich nur 13 Meter hoch war.

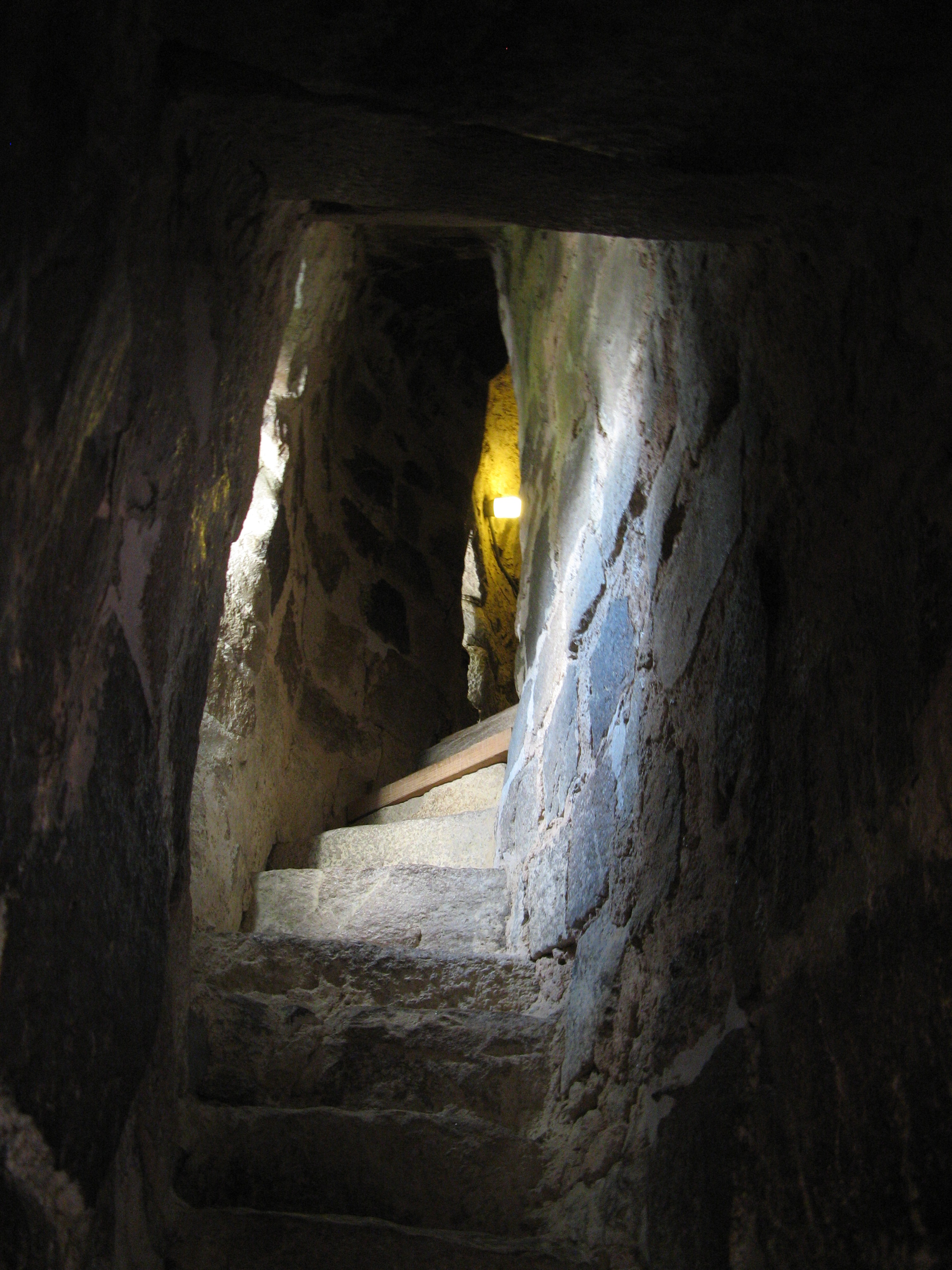
Treppenaufgang zu den oberen Stockwerken
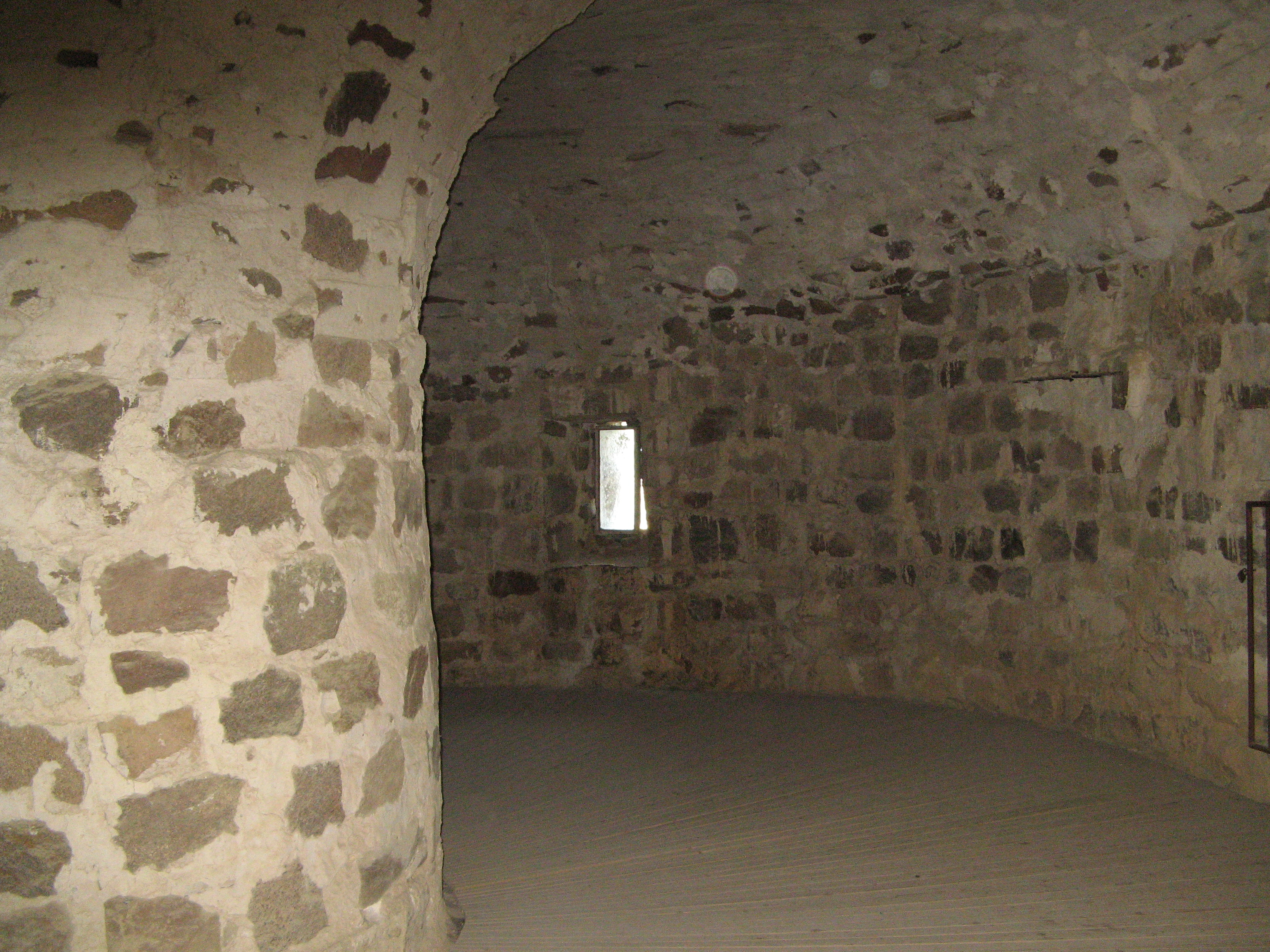
2. Stockwerk
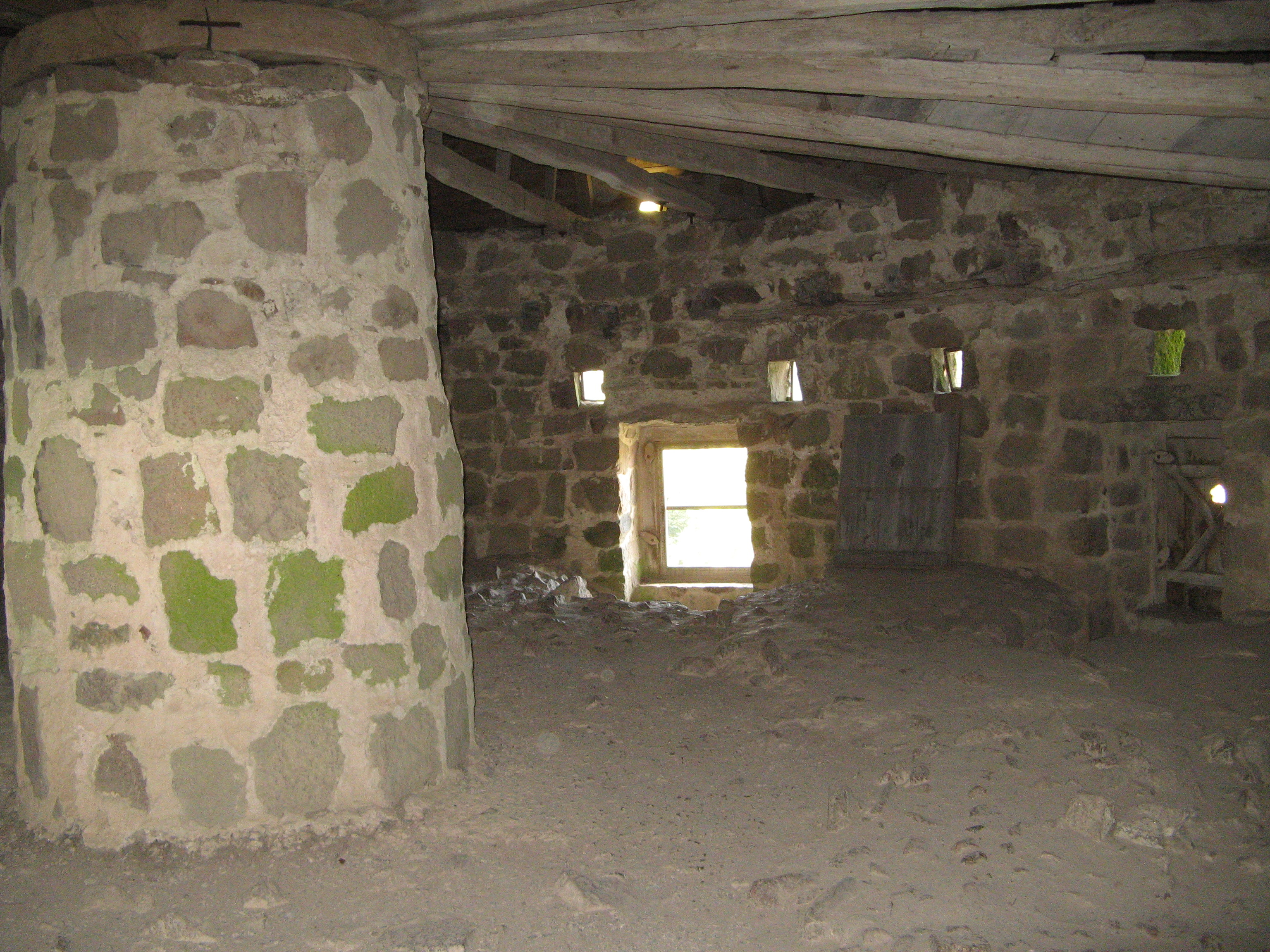
3. Stockwerk